# Sedemünder

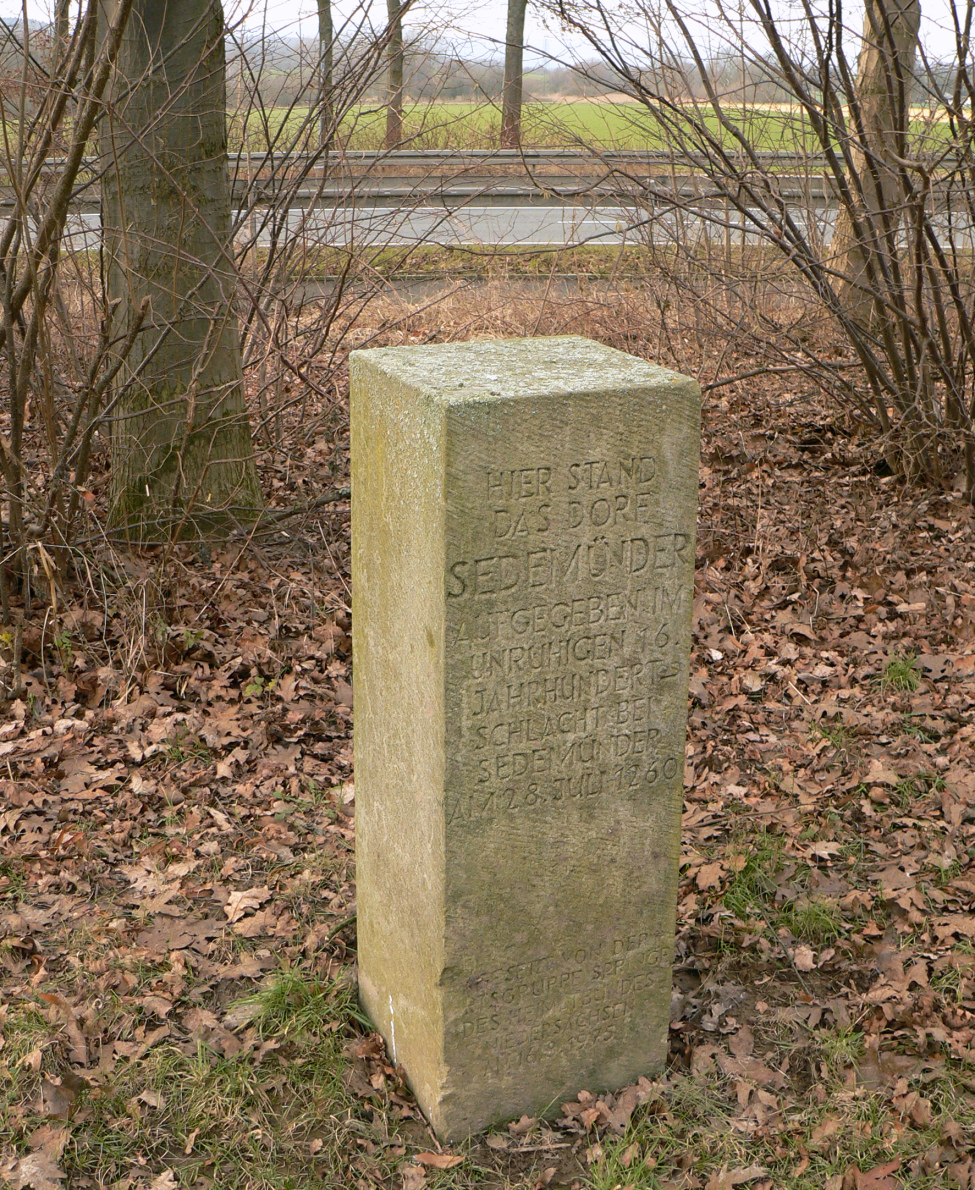
Gedenkstein für die Wüstung Sedemünder an der B 217

Sedemünder, früher auch Södemünder genannt, ist eine wüst gefallene Siedlung und ein heutiger Wohnplatz in Springe in Niedersachsen. Die einst nördlich des Ortsteils Altenhagen gelegene Siedlung bestand mindestens ab dem 13. Jahrhundert und wurde vermutlich im 16. Jahrhundert aufgegeben. Nach dieser Siedlung ist die Schlacht bei Sedemünder von 1260 benannt worden. Wenige hundert Meter von der früheren Siedlungsstelle entfernt liegt, mit einigen Gebäuden, der heutige Wohnplatz Sedemünder.

## Wüstung
Die genaue Lage der Siedlungsstelle ist nicht bekannt. Sie wird etwa einen Kilometer südlich der Deisterpforte und östlich des heutigen Wohnplatzes Sedemünder vermutet. Dies ist ein Bereich auf Ackerflächen zwischen der B 217 und dem Waldrand des Kleinen Deisters.
Die Gründungszeit von Sedemünder ist unbekannt. Da eine im Jahre 1260 stattgefundene Schlacht nach der Ansiedlung benannt ist, ist von ihrem Bestehen zu dieser Zeit auszugehen. Im benachbarten Calenberger Land fielen etwa 50 % der Dörfer in der spätmittelalterliche Wüstungsperiode im 14. und 15. Jahrhundert wüst.

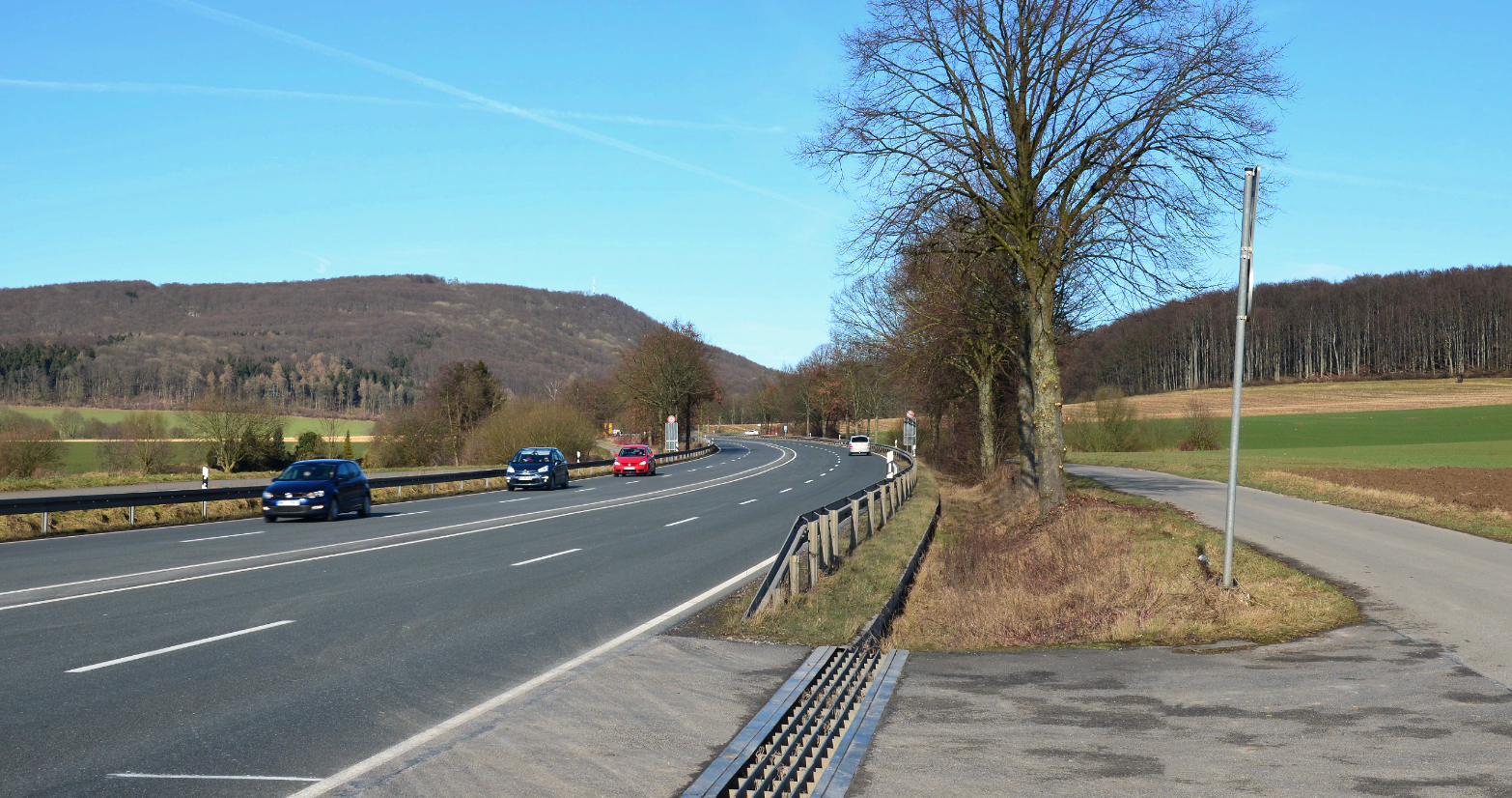
Landschaft bei der Wüstung Sedemünder mit der B 217 mit Blick auf die Deisterpforte

Eine erste urkundliche Erwähnung der Siedlung erfolgte im Jahre 1401, als die Braunschweiger Herzöge Friedrich I. und Erich einem Gottschalk von Cramme die Vogtei Zedemunde zum Lehen vermachten. Eine weitere Erwähnung erfolgte 1510 vor der Reformation, als eine Kirche in Sedemünder genannt wurde, deren Rechte auf die Kirche in Altenhagen übergegangen sind. Daraus wird geschlossen, dass die Siedlung etwa bis ins 16. Jahrhundert bestanden hat.
Aufgrund der Namensähnlichkeit zum Ortsnamen des nahe gelegenen Münder wird vermutet, dass Sedemünder ein Vorläufer dieser Stadt war, die sich entwickelte, während die Siedlung wüst fiel. Im Bereich der vermuteten Wüstungsstelle erinnert ein vom Heimatbund Springe 1975 aufgestellter Gedenkstein an das ehemalige Dorf Sedemünder.

## Wohnplatz
Heute befindet sich in einiger Entfernung zur vermuteten Wüstungsstelle der Wohnplatz Sedemünder (52° 11′ 16,8″ N, 9° 31′ 22,4″ O) mit mehreren Gebäuden, einem Gastronomiebetrieb und einer brach liegenden Werksanlage. Er liegt im Quellgebiet des Sedemünder Mühlbaches. Dort finden sich mehrere durch Quellwasser gespeiste Fischteiche, darunter ein Angelgewässer mit etwa 0,8 Hektar Wasserfläche in einem Erlenbruchwald.
Im heutigen Siedlungsbereich gründete sich kurz vor dem Dreißigjährigen Krieg eine Papiermühle. Sie wurde vom Quellwasser angetrieben, das in einem Teich aufgestaut war. Das reine Quellwasser ohne Eisenverunreinigungen eignete sich besonders für die Papierproduktion. Die Mühle produzierte bis Ende des 19. Jahrhunderts.
Ab 1904 begann in den alten Werksanlagen in Sedemünder die Verarbeitung von Asbest, die bis in die 1950er oder 1960er Jahre anhielt. Aus dem Material entstanden unterschiedliche Produkte, wie feuerfeste Kleidung und Dämmplatten für den Schiffsbau. 1967 wurde die stillgelegte und zum Teil ausgebrannte Fabrik wieder aufgebaut und mit Unterstützung des Braunschweiger Verpackungsherstellers Schmalbach-Lubeca auf die Getränkeproduktion umgestellt. Die Anlage gehörte zu den ersten deutschen Abfüllwerken für Getränkedosen. Die hergestellten Produkte, wie Sinalco, Pepsi, Afri-Cola, Bluna sowie Bierdosen für Brauereien wurden ins In- und Ausland ausgeliefert. Nach Übernahmen durch Doornkaat und die Holsten-Brauerei in den 1980er Jahren wurde das Werk im Jahr 1990 geschlossen und liegt seither brach.